# Temporada de furacões no oceano Atlântico de 1999
A temporada de furacões no Atlântico de 1999 foi um evento no ciclo anual de formação de ciclones tropicais. A temporada começou em 1 de junho e terminou em 30 de novembro de 1999. Estas datas delimitam convencionalmente o período de cada ano quando a maioria dos ciclones tropicais tende a se formar na bacia do Atlântico.
A atividade da temporada de furacões no Atlântico de 1999 ficou acima da média, com um total de 12 tempestades dotadas de nome e oito furacões, sendo que cinco destes atingiram a intensidade igual ou superior a um furacão de categoria 3 na escala de furacões de Saffir-Simpson.
A temporada começou efetivamente em 11 de julho com a formação da tempestade tropical Arlene. Em meados de setembro, o furacão Floyd atingiu as Bahamas e a costa leste dos Estados Unidos, causando 57 fatalidades e 5,9 bilhões de dólares em prejuízos. Em novembro, o furacão Lenny afetou boa parte do Caribe, principalmente as ilhas de Sotavento das Pequenas Antilhas, causando cerca de 330 milhões de dólares em prejuízos e 17 fatalidades.

## Nomes das tempestades
Os nomes abaixo foram usados para dar nomes às tempestades que se formaram no Atlântico Norte em 1999. Esta é a mesma lista usada na temporada de 1993. Devido aos impactos causados pelos furacões Floyd e Lenny, seus nomes foram retirado e substituídos por Franklin e Lee, que juntamente com os outros nomes não retirados desta lista, compuseram a lista de nomes da temporada de 2005.
| - Arlene - Bret - Cindy - Dennis - Emily - Floyd - Gert | - Harvey - Irene - Jose - Katrina - Lenny - Maria (sem usar) - Nate (sem usar) | - Ophelia (sem usar) - Philippe (sem usar) - Rita (sem usar) - Stan (sem usar) - Tammy (sem usar) - Vince (sem usar) - Wilma (sem usar) |